# Демайи, Жан-Пьер
Жан-Пьер Демайи (фр. Jean-Pierre Demailly, 25 сентября 1957, Перон, Франция — 17 марта 2022, Франция) — французский математик, специалист по комплексной геометрии, профессор Университета Гренобль-Альпы, действительный член Французской академии наук (2007).

## Биография
Жан-Пьер Демайи родился 25 сентября 1957 года в Пероне (департамент Сомма, регион О-де-Франс, Франция). С 1975 года он учился в Высшей нормальной школе в Париже. В 1977 году он получил степень агреже, а в 1979 году окончил Высшую нормальную школу. За этот период Демайи также получил лицензиат в Университете Париж Дидро (1976), а также диплом о прохождении углублённого курса по математике (DEA) в Университете Пьера и Марии Кюри (1979).
С 1979 года Жан-Пьер Демайи работал научным сотрудником Национального центра научных исследований Франции (CNRS). В 1982 году он защитил диссертацию на тему «О различных аспектах позитивности в комплексном анализе» (фр. Sur différents aspects de la positivité en analyse complexe; научный руководитель — Анри Скода) и получил докторскую степень.
С 1983 года Демайи работал профессором лаборатории математики Института Фурье Университета Гренобль-Альпы. В 2003—2006 годах он был директором института Фурье. В апреле 1994 года Демайи был избран членом-корреспондентом, а в декабре 2007 года — действительным членом Французской академии наук.

## Научные результаты
Основные научные результаты Жана-Пьера Демайи связаны с развитием комплексной геометрии, а также с применением её методов к алгебраической геометрии и теории чисел. Он внёс значительный вклад в развитие L2-методов, предложенных Ларсом Хёрмандером, и теории когомологий Дольбо, а также получил важные результаты, связанные с исследованием гипотезы Фудзиты. Вместе с соавторами Демайи развил ряд эффективных методов для исследования Кэлеровых многообразий.
Демайи был приглашённым докладчиком на Международном конгрессе математиков 1994 года, название доклада — «L2-методы и эффективные результаты в алгебраической геометрии» (англ. L2 methods and effective results in algebraic geometry). Он также представил пленарный доклад на Международном конгрессе математиков 2006 года, название доклада — «Компактные Кэлеровы многообразия и трансцендентные методы в алгебраической геометрии» (англ. Compact Kähler manifolds and transcendental techniques in algebraic geometry).

## Награды, премии и почётные звания
- Премия имени Дэнни Хайнемана Гёттингенской академии наук (1991)[8]
- Член-корреспондент Французской академии наук (1994)[4]
- Премия Мержье — Бурде[фр.] Французской академии наук (1994)[1]
- Премия Макса Планка Общества Макса Планка и Фонда Александра фон Гумбольдта (1996)[1]
- Действительный член Французской академии наук (2007)[4]
- Член Европейской академии (2013)[9]
- Премия Стефана Бергмана[англ.] Американского математического общества (2015)[10]
- Премия Хайнца Хопфа[нем.] Швейцарской высшей технической школы Цюриха (2021)[11]

## Некоторые публикации

### Книги
- J. Bertin, J.-P. Demailly, L. Illusie, C. Peters. Introduction à la théorie de Hodge. — Société Mathématique de France, 1996. — 272 p. — (Panoramas et Synthèses, v. 3). — ISBN 2-85629-049-3
- J.-P. Demailly. Complex analytic and differential geometry. — Université de Grenoble I, 1997. — 518 p.
- J.-P. Demailly. Analytic methods in algebraic geometry. — International Press, Somerville, and Higher Education Press, Bejing, 2012. — 240 p. — (Surveys of Modern Mathematics, v. 1). — ISBN 978-1-57146-234-3

### Статьи
- J.-P. Demailly. Regularization of closed positive currents and intersection theory, Journal of Algebraic Geometry, 1992, v. 1, No. 3, p. 361—409
- J.-P. Demailly, T. Peternell, M. Schneider. Compact complex manifolds with numerically effective tangent bundles, Journal of Algebraic Geometry, 1994, v. 3, No. 2, p. 295—346
- J.-P. Demailly, M. Paun. Numerical characterization of the Kähler cone of a compact Kähler manifold, Annals of Mathematics, 2004, v. 159, No. 3, p. 1247-1274